# Faites gaffe, les filles, Archie se pointe
Pour plus de détails, voir Fiche technique et Distribution.
Faites gaffe, les filles, Archie se pointe (Titre original : Hot Times) est un film américain réalisé par Jim McBride sorti en 1974.

## Synopsis
Archie, un adolescent confus, a décidé de perdre sa virginité, afin de séduire les jeunes femmes. 

## Fiche technique
- Titre original : Hot Times
- Titre français : Faites gaffe, les filles, Archie se pointe
- Réalisation : Jim McBride
- Scénario : Jim McBride
- Directeur de la photographie : Affonso Beato
- Musique : Victor Lesser
- Montage : Jack Baran
- Sociétés de production : Extraordinary Films
- Genre : Comédie
- Durée : 80 minutes
- Date de sortie : décembre 1974

## Distribution
- Henry Cory : Archie
- Gail Lorber : Ronnie
- Amy Farber : Bette
- Robert Lesser : Coach-Guru
- Steve Curry : Mughead
- Clarissa Ainley : Kate
- Bonnie Gondell : Gloria
- Jack Baran : Alex Mogulmuph
- Betty Mur : La Chochita